# Колесов, Борис Сергеевич
Борис Сергеевич Колесов (12 февраля 1913, Москва — 16 августа 2001, Москва) — советский конструктор, Герой Социалистического Труда.

## Биография
Борис Сергеевич Колесов родился 21 февраля 1913 года в Москве. Окончил среднюю школу. В 1936—1938 годах проходил службу в Рабоче-Крестьянской Красной Армии. Демобилизовавшись, поступил на учёбу в институт. В августе 1941 года Колесов повторно был призван в армию. Участвовал в боях Великой Отечественной войны, после её окончания был уволен в запас в звании капитана.
В 1950 году Колесов окончил Московский энергетический институт, после чего был направлен на работу в Центральный научно-исследовательский институт № 13, прошёл путь от инженера до заместителя директора — главного конструктора.
Колесов активно участвовал в разработке систем наведения и управления для комплексов вооружения и военной техники, был создателем и руководителем нового на тот момент направления по разработке инерциальных систем управления для ракетных комплексов. Под его непосредственным руководством создавалось большое количество новейшей боевой техники, некоторые из экземпляров которой стоят на вооружении до сих пор. Среди наиболее известных ракетных комплексов, разрабатываемых при участии Колесова: «Точка», «Точка-Р», «Ока». В 1965 году защитил кандидатскую диссертацию. Опубликовал 86 научных работ, получил патенты на 43 изобретения.
Закрытым Указом Президиума Верховного Совета СССР в 1976 году за «выдающиеся заслуги в создании новых образцов вооружения» Борис Сергеевич Колесов был удостоен высокого звания Героя Социалистического Труда с вручением ордена Ленина и медали «Серп и Молот».
В 1981 году ему была присуждена Государственная премия СССР. В 1984 году Колесов вышел на пенсию. Умер 16 августа 2001 года.
Был также награждён двумя орденами Отечественной войны 2-й степени, орденами «Знак Почёта» и Красной Звезды, рядом медалей.